# Gerhard Scheller
Gerhard Scheller (Núremberg, 19 de octubre de 1958) es un deportista alemán que compitió para la RFA en ciclismo en la modalidad de pista. Ganó una medalla de plata en el Campeonato Mundial de Ciclismo en Pista de 1983, en la prueba del kilómetro contrarreloj.
Participó en los Juegos Olímpicos de Los Ángeles 1984, ocupando el quinto lugar en la prueba de velocidad.

## Medallero internacional
| Campeonato Mundial | Campeonato Mundial | Campeonato Mundial | Campeonato Mundial    |
| Año                | Lugar              | Medalla            | Competición           |
| ------------------ | ------------------ | ------------------ | --------------------- |
| 1983               | Zúrich (Suiza)     | Medalla de plata   | 1 km contrarreloj (A) |